# Władysław Rymkiewicz

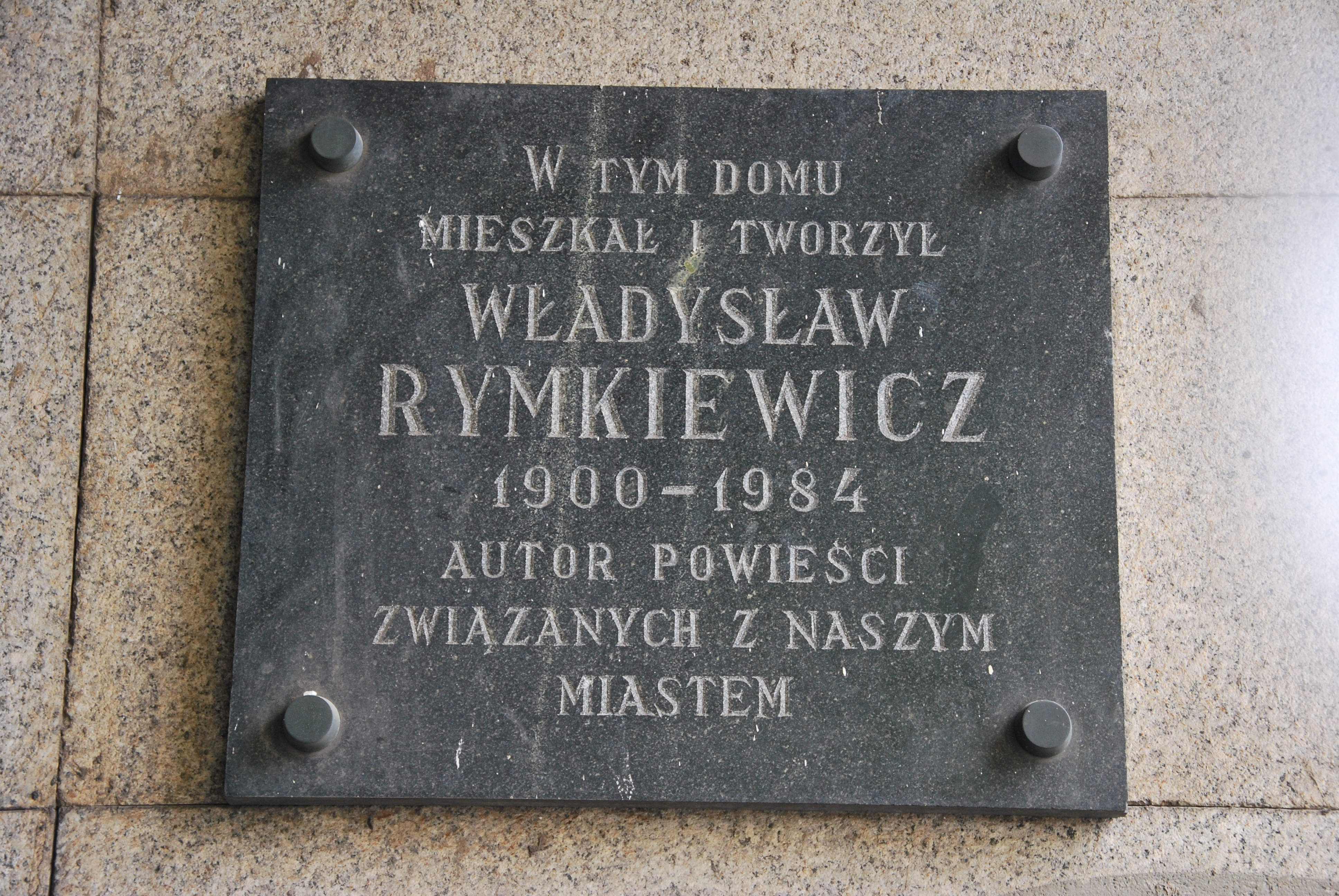

Władysław Rymkiewicz, pierwotnie Szulc (ur. 17 maja 1900 w Kaliszu, zm. 13 stycznia 1984 w Łodzi) – polski prozaik.

## Życiorys
Pochodził z rodziny pochodzenia niemieckiego, był synem Bronisława Szulca i Ireny z Rymkiewiczów. Ukończył studia na Wydziale Prawa Uniwersytetu Warszawskiego. Debiutował jako prozaik w 1925 na łamach tygodnika „Bluszcz”. W latach 1926–1944 pracował jako adwokat (m.in. w Pułtusku). W 1929 roku ogłosił swój pierwszy tom opowiadań Pan swego życia. Od 1945 roku mieszkał w Łodzi.
Był członkiem Polskiej Zjednoczonej Partii Robotniczej.
Żonaty od 1931 z lekarką Hanną Baranowską, miał córkę Alinę oraz syna Jarosława Marka, pisarza.
Został pochowany na cmentarzu komunalnym Doły w Łodzi.

## Twórczość
- Carewicz na ulicach Krakowa
- Chłodne spojrzenie
- Czas pojedna, trawa porośnie
- Człowiek o dwóch twarzach (z Bodganem Tuhanem)
- Długie czekanie
- Dworzanin pana Morsztyna
- Eksmisja
- Fatamorgana
- Konferencja u mecenasa
- Lew Lechistanu
- Ludzie bez jutra
- Noc saska
- Pan swego życia
- Portret królowej
- Prawo do miłości
- Rafał z lasu
- Raj utracony
- Romans królewski
- Rycerze i ciury
- Trzystu pod Dobrą. Powieść historyczna z roku 1863
- Ucieczka z ziemi obiecanej
- Widok z Księżego Młyna
- Wtajemniczenie
- Ziemia wyzwolona

## Odznaczenia
- Złoty Krzyż Zasługi (1955),
- Krzyż Kawalerski Orderu Odrodzenia Polski (1959),
- Krzyż Oficerski Orderu Odrodzenia Polski (1969),
- Krzyż Komandorski Orderu Odrodzenia Polski (1975),
- Honorowa Odznaka Miasta Łodzi (1960),
- Odznaka „Zasłużony Działacz Kultury” (1979)[1].